# De Lilse Meulen

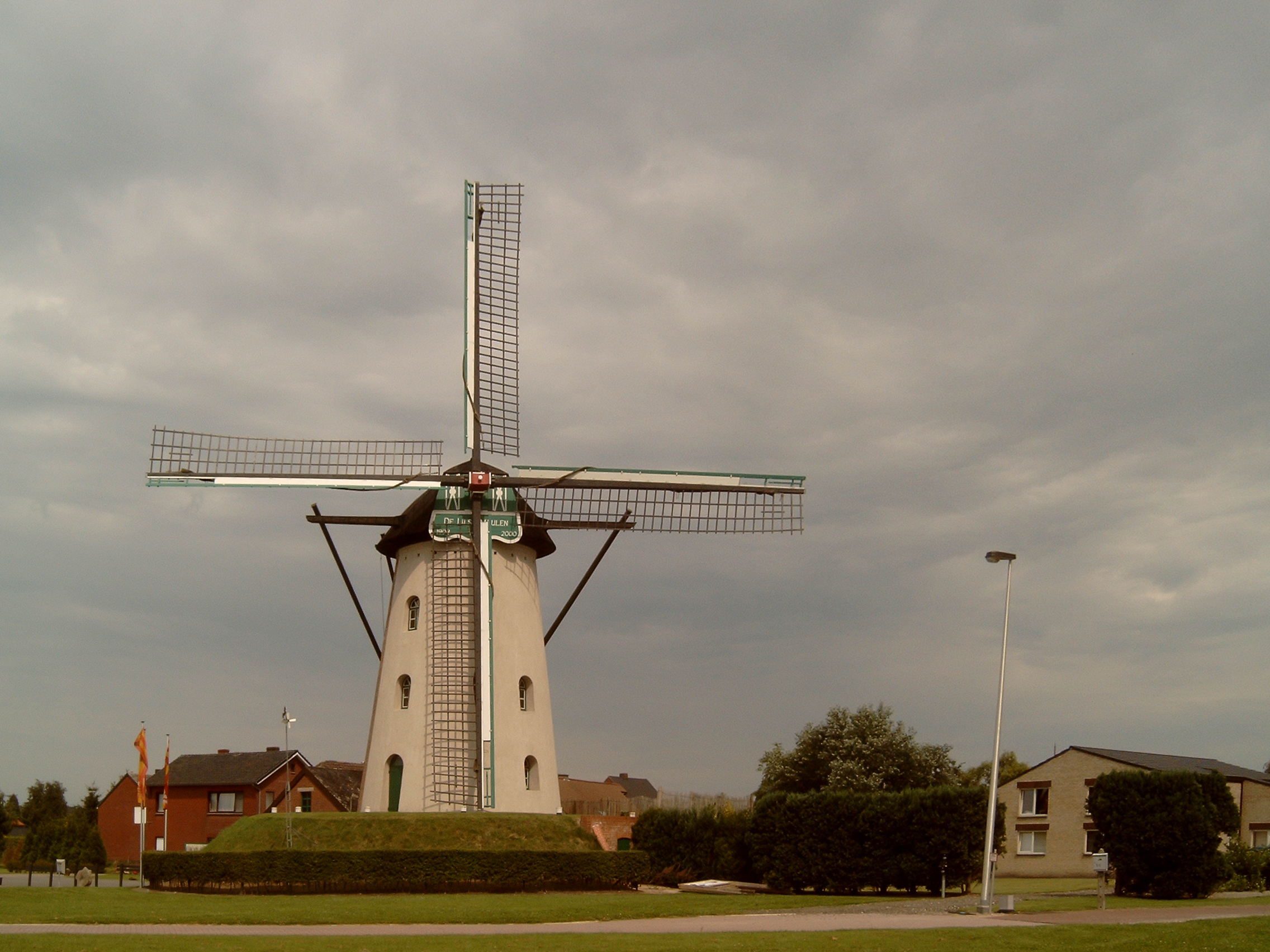
De Lilse Meulen

De Lilse Meulen (ook: De Nieuwe Molen) is een ronde stenen molen die zich bevindt aan de Windmolenstraat 10 te Sint-Huibrechts-Lille.
De molen is een bovenkruier van het type beltmolen, die fungeert als korenmolen en werd gebouwd in 1908.

## Geschiedenis
De molen werd opgericht door de teuten Walterus Houben en Joseph Kerckhofs. In 1819 vroegen ze vergunning aan om eene koorn graan molen te mogen bouwen en in dezelve te plaatsen een olie of slagmolen. In 1820 kwam de molen tot stand, aan het Kanaal Bocholt-Herentals, tegenover de jeneverstokerij. De molen fungeerde als korenmolen en oliemolen. Ze werd verpacht aan diverse molenaarsfamilies, waaronder de familie Sevens. Omdat het dorp maar klein was, stond de molen vaak stil. 
Eén der toenmalige eigenaren, Louis Houben, richtte in 1845 de Broekkantmolen op de Warmbeek op. De windmolen, toen nog slechts eigendom van Willem Kerckhofs, werd nu beconcurreerd door één der gewezen eigenaren.
In 1908 werd het Kanaal Bocholt-Herentals verbreed. Hiertoe moest de molen worden gesloopt, waarop de eigenaar, Joseph Hubert Theodoor Kerkhofs-Spaas, een nieuwe molen liet bouwen. Dat is de huidige molen. Aangezien de kanaalverbreding uiteindelijk aan de andere zijde van het kanaal geschiedde, zijn de fundamenten van de oude molen nog zichtbaar. In 2008 werd deze fundering opgemeten en de omgeving opgeknapt.
De nieuwe molen werd in 1911 voorzien van een benzinemotor, die in 1920 nog werd vergroot. Op 1 november 1921 werd, bij een storm, de molen ernstig beschadigd, waarop de familie Leyssen het molenaarsberoep opgaf. De boeren echter, nu verstoken van een maalinrichting, richtten een vennootschap op tot het malen van granen, de Sint-Huibrechts-Maalderij, en huurden de molen, die vervolgens werd opgeknapt. In 1923 verkocht Joseph Kerckhofs de molen aan de Sint-Huibrechts-Maalderij.
De molen bleef werken, en in 1952 werd het samenwerkingsverband S.V. "De Molen" opgericht. Men produceerde nu vooral veevoer, er werd daarnaast nog wat rogge en boekweit gemalen voor menselijke voeding. In 1960 werd een scheepsdieselmotor aangeschaft, maar tot 1966 werd ook de windkracht nog benut. Geleidelijk aan ontwikkelde het bedrijf zich tot een handel in veevoeders en werd er niet meer gemalen. In 1969 brak de binnenroede.
In 1980 werd de molen, en haar omgeving, geklasseerd als beschermd monument, en in 1997 werd ze aangekocht door de gemeente Neerpelt. Ze werd weer in maalvaardige staat gebracht en in 2000 kon ze weer malen. Het bedrijf geschiedt tegenwoordig door vrijwillige molenaars onder leiding van de laatste particuliere eigenaar, Jozef Brouwers. De molen vermaalt nog graan voor veevoer, en ze dient als opleidingsmolen voor het examen Vrijwillige Molenaar.

## Externe bron
- Molenecho's